# Руска анексија Крима
Руска анексија Крима, међународна је анексиона криза у којој су биле укључене Русија и Украјина. Већина догађаја је везана за полуострво Крим, некада вишенационални регион Украјине који су чинили (сада распуштени) Аутономна Република Крим и административно засебан град Севастопољ. Обе области насељава руска већина и мањински Украјинци и Кримски Татари.
Кримско полуострво је анектирала Руска Федерација од Украјине у фебруару–марту 2014. године. Од тада је администрирано као два субјекта Руске Федерације—Република Крим и као федерални град Севастопољ. Анексију је пратила војна интервенција Русије на Криму која се догодила након украјинске револуције 2014. године и била је део ширих немира у јужној и источној Украјини.
Криза је почела крајем фебруара 2014. као одговор на Украјинску револуцију, када је након више месеци протеста на Тргу независности и неколико дана насилних сукоба демонстраната и полиције у главном граду Украјине Кијеву, Врховна рада Украјине одлучила да смени председника Украјине Виктора Јануковича. Гласањем није добијена већина од три четвртине посланика потребних за смену председник према Уставу Украјине. Руски председник Владимир Путин сматра да је Јанукович незаконито смењен и да га он сматра легитимним председником Украјине. После смењивања Јануковича именована је прелазна влада на челу са Арсенијем Јацењуком и нови вршилац дужности председника Украјине, Олександр Турчинов, које Русија сматра „самопроглашеним“ у „државном удару“.
Као последицу немира у Украјини почетком 2014. године и свргавања проруских украјинских власти, кримски парламент је за 30. март 2014. расписао референдум о будућем статусу Крима. Посланици су изгласали да се распусти тренутна регионална влада, која је подржала нове привремене власти у Кијеву, и да се на референдуму одлучује о томе да ли да Крим остане аутономна република у Украјини или да буде независна држава или део Русије.
 Већинско руско становништво Крима се углавном противи новим прозападним властима Украјине, док је део грађана украјинског и кримскотатарског порекла на страни нових власти.

## Реакције
Већина држава чланице УН није признала Кримски референдум. САД, земље ЕУ и партнери, као и број међународних организација и удружења, укључујући и НАТО, ОЕБС. Парламентарна скупштина ОЕБС-а је описала акцију Русије као агресију припајањем украјинске територије, што нарушава њен територијални интегритет. Русија, са своје стране, односи се на садржано у статутима Уједињених нација право на самоопредељење. Сама Украјина не признаје анексију Крима у Русији.
15. априла 2014. Врховна рада Украјине је објавила да је Крим привремено окупирана територија.
27. мартa 2014. Генерална скупштина УН-а апсолутном већином гласова усвојила је резолуцију којом је проглашена незаконитост Кримског референдума.